# Arjun Rampal

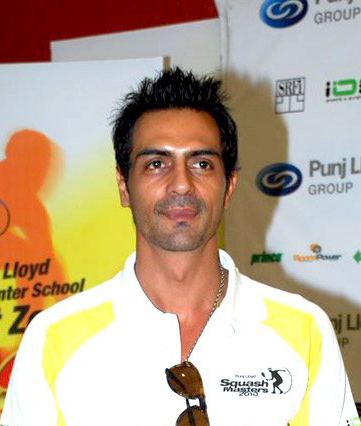
Arjun Rampal

Arjun Rampal (Hindi: अर्जुन रामपाल, Arjun Rāmpāl, * 26. November 1972) ist ein indischer Schauspieler und Model.

## Leben
Er wurde in einer Disko von dem Modedesigner Rohit Bal entdeckt und arbeitete daraufhin einige Jahre als Model, ehe er in seinem ersten Film mitspielte: Moksha, der erst veröffentlicht wurde, als Arjun schon zwei weitere Filme gedreht hatte, unter ihnen Pyaar Ishq Aur Mohabbat neben Sunil Shetty. Sein Film Jadh, in dem Arjun neben Smriti Mishra spielte und bei dem Shantanu Sheorey Regie führte, ist bis heute nicht veröffentlicht worden. Im Jahr 2002 gewann er den Preis der International Indian Film Academy als „Gesicht des Jahres“.
Er hat zusammen mit Shahrukh Khan, Saif Ali Khan, Preity Zinta, Rani Mukherjee und Priyanka Chopra an dem Temptation 2004 Konzert teilgenommen, das weltweit ein großer Erfolg war. Eine seiner bekanntesten Rollen im deutschsprachigen Raum ist seine Hauptrolle im Film Dil Ka Rishta mit Aishwarya Rai, der auch in Deutschland veröffentlicht wurde.
Rampal war bis 2019 mit dem Model Mehr Jessia verheiratet und hat mit ihr zwei Töchter, Mahikaa (* 2002) und Myra (* 2005). Die Namen seiner Töchter trägt er als Tätowierung auf den Unterarmen.
2010 wurde er für seine Rolle in Rock On!!! mit dem National Award als bester Nebendarsteller ausgezeichnet.
Neben seiner Karriere als Schauspieler war Arjun Rampal seit 2009 auch noch Miteigentümer des exklusiven Clubs LAP in Delhi, in dem er auch regelmäßig selbst als DJ auflegte. Im März 2016 wurde der Club geschlossen.

## Filmografie
- 2001: Pyaar Ishq Aur Mohabbat
- 2001: Moksha
- 2001: Deewaanapan
- 2002: Aankhen
- 2002: Dil Hai Tumhaara
- 2003: Nur dein Herz kennt die Wahrheit (Dil Ka Rishta)
- 2003: Tehzeeb
- 2004: Asambhav – Das Unmögliche (Asambhav)
- 2005: Vaada
- 2005: Elaan
- 2005: Yakeen
- 2005: Ek Ajnabee
- 2006: Bis dass das Glück uns scheidet (Kabhi Alvida Naa Kehna)
- 2006: Humko Tumse Pyaar Hai
- 2006: Darna Zaroori Hai
- 2006: Don – Das Spiel beginnt (Don – The Chase Begins Again)
- 2006: Alag
- 2006: I See You
- 2007: Honeymoon Travels Pvt. Ltd.
- 2007: Om Shanti Om
- 2008: The Last Lear
- 2008: EMI
- 2008: Rock On!!
- 2009: FOX
- 2010: Housefull
- 2010: Raajneeti
- 2010: We Are Family
- 2011: Ra.One - Superheld mit Herz (Ra.One)
- 2011: Rascals
- 2012: I M 24
- 2012: Heroine
- 2012: Chakravyuh
- 2012: Ajab Gazabb Love
- 2013: Inkaar
- 2013: D-Day
- 2013: Satyagraha
- 2015: Roy
- 2016: Kahaani 2
- 2017: Daddy